# 世界はときどき美しい
『世界はときどき美しい』（せかいはときどきうつくしい）は、2007年に公開された日本映画。
製作年度は2006年。国際映画祭における英題は、『Life can be so wonderful』。

## 概要
五つの短編から構成されたアンソロジー。各エピソードの主人公それぞれの一人称で胸中が語られる。
全編8ミリフィルムで撮影された後、デジタル変換を経て35ミリ劇場用プリントを制作するという実験的な手法が取られ、それによる独特の映像が特徴的。
助監督としてキャリアを積んできた御法川修監督の劇場用映画デビュー作。第19回東京国際映画祭「日本映画・ある視点」部門に公式出品された。

## キャスト
第一章 『世界はときどき美しい』
- 松田美由紀 ： 野枝

第二章 『バーフライ』
- 柄本明 ： 蝿男
- 遠山景織子 ： スナックのべっぴんママ
- 尾美としのり ： スナックの酔客
- 安田蓮 ： ハナタレ小僧
- 川名正博 ： バーのマスター
- 戸辺俊介 ： バーテンダー
- 時任歩 ： 仕事帰りのホステス

第三章 『彼女の好きな孤独』
- 片山瞳 ： まゆみ
- 瀬川亮 ： 邦郎

第四章 『スナフキン リバティ』
- 松田龍平 ： 柊一
- 浅見れいな ： 朋子
- あがた森魚 ： 野辺山教授
- 桑代貴明 ： 幼い頃の柊一

第五章 『生きるためのいくつかの理由』
- 市川実日子 ： 花乃子
- 木野花 ： 静江 （花乃子の母）
- 草野康太 ： 大輔 （花乃子の兄）
- 南加絵 ： カフェの店員
- 鈴木美妃 ： 花乃子の友人

## スタッフ
- 監督＆脚本＝御法川修
- 主題歌＝鈴木慶江 「月に寄せる歌」〜歌劇「ルサルカ」より（EMIクラシックス）
- プロデューサー＝西健二郎
- 製作＝棚橋淳一／中島仁／長田安正
- 撮影＝芦澤明子
- 録音＝森英司
- 音響＝高木創
- 衣装＝宮本まさ江
- ヘアメイク＝小沼みどり
- 音楽監修＝大木雄高
- サウンドトラック盤＝オーマガトキ （新星堂）
- 製作＝「世界はときどき美しい」製作委員会

## 出品映画祭
- 第19回 東京国際映画祭 「日本映画・ある視点」
- 第24回 マイアミ国際映画祭 コンペティション
- 第16回 フィラデルフィア映画祭 「World Focus」
- 第09回 バルセロナ・アジア映画祭 コンペティション
- 第13回 アテネ国際映画祭
- パリ・KINOTAYO映画祭2007
- シンガポール・フィルム・ソサエティ2007
- 第06回 木下恵介記念はままつ映画祭
- 第13回 函館港イルミナシオン映画祭
- 第21回 福岡アジア映画祭
- 第11回 水戸短編映像祭
- 第17回 TAMA CINEMA FORUM
- 第22回 高崎映画祭 「若手監督の現在（いま）」